# لبنى أحمد الحسين
لبنى أحمد الحسين صحفية سودانية تعمل لدي منظمة الأمم المتحدة لحفظ السلام في السودان (يونيميد) وعضو نقابة الصحفيين السودانيين. لفتت لبنى الانتباه الدولي في يوليو 2009 عندما حوكمت لارتدائها بنطالاً. أصبحت قضيتها شهيرة على المستوى العالمي، حيث أصدرت منظمات مثل الشبكة العربية لمعلومات حقوق الإنسان ومنظمة العفو الدولية بيانات داعمة لها.

## عملها الصحفي
الحسين هي صحفية عملت في قسم الإعلام في بعثة الأمم المتحدة في السودان وقت اعتقالها عام 2009. واشتهرت بانتقادها العلني لمعاملة الحكومة السودانية للمرأة.

## قضية البنطال

### خلفية
في عام 2009، استند النظام القانوني للبلاد إلى الشريعة الإسلامية، وسمح بالعقاب البدني القضائي مثل الجلد. حظر القانون الجنائي في ذلك الوقت ارتداء ملابس غير محتشمة في الأماكن العامة، وهي تهمة عقوبتها 40 جلدة وغرامة. وفقا لمدير الشرطة، في عام 2008 في ولاية الخرطوم فقط، ألقي القبض على أكثر من 40000 امرأة «لارتكابهن جرائم تتعلق بالملابس»؛ ولا يُعرف عدد الذين أدينوا أو جُلدوا.

#### المادة 152
النص الكامل للمادة 152 في مذكرة قانون العقوبات لعام 1991 هو:
152 الأفعال الفاضحة والمخلة بالآداب العامة
(1)      من يأتى في مكان عام فعلاً أو سلوكاً  فاضحاً أو مخلاً بالآداب العامة أو يتزيا بزي فاضح أو مخل بالآداب العامة يسبب مضايقة للشعور العام يعاقب بالجلد بما لا يجاوز أربعين جلدة أو بالغرامة أو بالعقوبتين معاً.
(2)      يعد الفعل مخلاً بالآداب العامة إذا كان كذلك في معيار الدين الذي يعتنقه الفاعل أو عرف البلد الذي يقع فيه الفعل.

### إلقاء القبض عليها
في 3 يوليو 2009، دخلت شرطة النظام العام قاعة كوكب الشرق بحثًا عن أي نساء وفتيات يرتدين البنطلونات. ألقي القبض على لبنى الحسين - التي كانت قد جاءت لتحجز حفل زفاف لابنة عمها وكانت تشاهد مغنية مصرية - مع اثنتي عشرة امرأة أخرى. واعترف عشرة منهم على الفور بالذنب، وجلد كل منهم عشر جلدات، ثم أطلق سراحهم. رفضت حسين وامرأتان أخريان الاعتراف وأصروا على المحاكمة.
بين الاعتقال والمحاكمة، بدأت لبنى في الإعلان عن القضية بطباعة 500 بطاقة دعوة وإرسال رسائل بريد إلكتروني بعنوان «الصحفية السودانية لبنى تدعوكم لحفل جلدها غدًا». استخدمت لبنى معركتها القانونية كمنصة علنية لمهاجمة المادة 152، على أساس أن الطريقة التي يتم تطبيقها بها في السودان غير دستورية ولا تسمح بها الشريعة الإسلامية بشكل دوغمائي. أدت جهودها إلى تضامن نساء المنطقة معها، وإظهار عنف المتطرفين الإسلامويين.

### المثول أمام المحكمة
عندما وصلت القضية إلى المحاكمة، عرض القاضي صرف النظر عنها، مشيرًا إلى أنها تتمتع بالحصانة الدبلوماسية بفضل عملها في الأمم المتحدة. ذكرت لبنى أنها ترغب في الاستقالة من وظيفتها واختبار القانون. في حالة إدانتها، أعلنت نيتها استئناف قضيتها أمام المحكمة العليا أو المحكمة الدستورية حتى، في محاولة لتغيير القانون.
وفي الجلسة الثانية للمحاكمة، في 4 أغسطس / آب، أرجأ القاضي مرة أخرى قضيتها، هذه المرة لمدة شهر، قائلاً إنه يريد الحصول على المشورة بشأن ما إذا كانت محصنة من الملاحقة القضائية أم لا. خارج قاعة المحكمة، أطلقت الشرطة الغاز المسيل للدموع على المتظاهرين (الذين ارتدوا سراويل دعمًا لها). أعرب بان كي مون، الأمين العام للأمم المتحدة، عن قلقه بشأن العقوبة التي تواجهها.
وفي 7 سبتمبر، أُدينت وغرمت 500 جنيه سوداني، لكن لم يُحكم عليها بالجلد. ذكرت أنها تنوي عدم الدفع، وأنها مستعدة لمواجهة شهر في السجن بدلاً من ذلك. ظهر في تلك الجلسة الثالثة دبلوماسيون وعاملون في مجال حقوق الإنسان راقبوا القضية في المحكمة، ومتظاهرون في الخارج. أحصى الصحفيون حوالي 150 متظاهرًا، تعرضوا لمضايقات من قبل عدد أقل من المتظاهرين المناوئين وتعرضوا للضرب من قبل شرطة مكافحة الشغب. ألقي القبض على ما لا يقل عن 40 متظاهرًا وأفرج عنهم بكفالة.
احتجزت لبنى الحسين لمدة يوم لرفضها دفع الغرامة، قبل أن يفرج عنها في اليوم التالي بعد دفع نقابة الصحفيين الغرامة بدلاً عنها.

### وسائل الإعلام الدولية
عندما حاولت لبنى السفر إلى لبنان في أوائل أغسطس / آب 2009 لإجراء مقابلة حول قضيتها، منعتها السلطات السودانية من مغادرة البلاد.
خارج السودان، لم يزدد الدعم لقضيتها سوى ببطء، على الرغم من معرفتها الوثيقة بكيفية عمل وسائل الإعلام واتصالاتها الدولية. ناقش برنامج «ساعة المرأة» الإذاعي في البي بي سي ما وُصِف بتجاهل النسويات البريطانيات لقضيتها.

### معارضة القانون
أصبحت قضية لبنى الحسين اختبارًا لحقوق المرأة في السودان. فلبنى، التي تعتبر نفسها مسلمة ملتزمة وكانت ترتدي سروالًا واسعًا ومغطى ببلوزة طويلة، تؤكد أن القضية «لا تتعلق بالدين، بل تتعلق بمعاملة الرجال للنساء معاملة سيئة». وقالت أنها تريد تغيير القانون «نيابة عن جميع نساء السودان». وجادلت أن المادة 152، التي تسمح بالجلد أو الغرامة على أي شخص «ينتهك الآداب العامة أو يرتدي ملابس غير محتشمة» دون تعريف «الملابس غير المحتشمة»، هي في حد ذاتها انتهاك لكل من دستور السودان الانتقالي لعام 2005 والشريعة الإسلامية.
عشية مثول حسين للمرة الثالثة أمام المحكمة، أصدرت منظمة العفو الدولية بيانًا تطالب فيه الحكومة السودانية بإلغاء المادة 152 وإسقاط التهم الموجهة إليها. ذكرت منظمة العفو الدولية أن اللجنة الأفريقية لحقوق الإنسان والشعوب «أمرت السودان بتعديل المادة 152 على أساس أن الجلد يرقى إلى مستوى تعذيب تقره الدولة» في عام 2003.
وفقًا لمقال نُشر في فورين بوليسي، شجعت هذه القضية نشطاءً مختلفين، من المنظمات غير الحكومية والسياسيين المعارضين، على التعاون مع بعضهم البعض في جهودهم لتغيير القانون.

### سفرها إلى باريس وكتاب 40 جلدة
غادرت لبنى أحمد الحسين الخرطوم إلى باريس في أواخر عام 2009، وأصدرت كتابًا بالفرنسية، بعنوان «40 جلدة من أجل بنطلون». كما أصدرت كتابًا آخر في باريس أيضًا بعد ذلك بعامين.

## مبادرة لا لقهر النساء
ألهم إصرار حسين وزملاؤها على المثول أمام المحكمة في قضية البنطلونات إنشاء مبادرة " لا لقهر النساء"، والتي كانت بعد عقد من الزمن إحدى الموقعين على إعلان قوى الحرية والتغيير (FFC). في 1 يناير 2019. ساهمت مبادرة لا لقهر النساء بشكل مباشر وغير مباشر، (أي عبر قوى الحرية والتغيير) في الثورة السودانية 2018-2019. خلال المرحلة الانتقالية التي تستمر 39 شهرًا حتى تطبيق الديمقراطية، احتجت إحسان فقيري، نيابة عن مبادرة لا لقهر النساء، على طبيعة لجنة التحقيق في مجزرة الخرطوم التي تم إنشاؤها في أكتوبر 2019. وذكرت أنه نظرًا لقتل العديد من النساء أو إلقائهن ميتات في النيل، وتعرض 70 امرأة ورجل للاغتصاب، وانتحار ثلاث نساء من ضحايا الاغتصاب بعد المذبحة، ينبغي تمثيل النساء كأعضاء في اللجنة.

## مؤلفاتها
- Suis-je maudite? : la femme, la charia et le Coran، باريس، 2011.[27]
- 40 coups de fouet pour un pantalon، باريس، 2009.[34] وترجم إلى لغات عدة منها الإيطالية،[35] والدنماركية،[36] والهولندية،[37] والنرويجية،[38] والبولندية،[39] والسويدية.[40]

## الجوائزوالتكريم
- مُنحت جائزة حركة كرامة وصندوق المرأة العربية لعام 2009 والتى تحمل اسم «محفوظة سنديانة الكرامة» وذلك تقدير لجهودها في مواجهة قانون الأدب العام في السودان.[41]

## وصلات خارجية
- لبنى: سأواصل المعركة لإلغاء قانون «الفعل الفاضح» بالسودان
- الصحفية السودانية لبنى أحمد الحسين للشروق: مليون جلدة لن ترغمني على التخلي عن سروالي
- «صحفية البنطال» السودانية ترفض دفع الغرامة وتودع السجن